# Podpolkovnik
Podpolkovnik (angleško lieutenant colonel, nemško Oberstleutnant) je visoki častniški čin. V mornarici mu ustreza kapitan fregate.
Slovenska vojska: 